# Les Obsédés du complot
Les Obsédés du complot est un documentaire français réalisé par Caroline Fourest sur les théories du complot et leurs instigateurs. Produit par la société Et la Suite et diffusé le 5 février 2013 en première partie de soirée sur France 5, le film a suscité de nombreuses réactions, notamment de la part des personnes et organisations mises en cause. D'une durée de 52 minutes, Les Obsédés du complot est le premier volet d'une série documentaire appelée Les Réseaux de l'extrême.

## Synopsis
Caroline Fourest enquête sur les conspirationnistes. Pour cela, elle utilise des images d'archives et interviewe plusieurs personnes : Rudy Reichstadt (fondateur du site Conspiracy Watch), les journalistes Jean Guisnel (Le Point) et Fabrice Arfi (Mediapart), le politologue Bertrand Badie mais aussi, côté conspirationnistes, l'homme politique Jacques Cheminade.
Sont également interviewés par des journalistes de l'équipe : Michel Collon et l'éditeur de Demi Lune, Arno Mansouri.

## Fiche technique
- Réalisation : Caroline Fourest
- Direction artistique : Olivier Lemaire
- Conseillère éditoriale : Fiammetta Venner
- Journalistes : Yann Barte, Jonathan Halimi, Simon Marty, Seif Soudani
- Son : Lucas Frish, Jonathan Lemonnier
- Mixage : Yves Zarka
- Société de production : Et la Suite Productions
- Genre : documentaire de société
- Date de diffusion :  France : 5 février 2013 (France 5)
- Durée : 52 minutes

## Réactions

### Avant la diffusion
Les Obsédés du complot suscite des réactions avant même sa diffusion, de la part de personnes et organisations critiquées par le film. La chaîne programmatrice reçoit même des pressions : le site Conspiracy Watch mentionne ainsi un courrier en recommandé de l'Ambassadeur d'Iran au président de France Télévisions pour faire déprogrammer le documentaire.
En revanche, le film reçoit des critiques positives dans la presse écrite qui annonce sa diffusion. Pour L'Humanité, Grégory Marin affirme que Caroline Fourest « décortique les discours dans un format de 52 minutes qui lui permet de travailler en profondeur pour livrer au téléspectateur une « boîte à outils » permettant de comprendre ces phénomènes, leurs acteurs, leur impact ». Dans TéléObs, Maël Thierry attribue trois mérites au film : « mettre en lumière à quel point le 11-Septembre a été un détonateur », « dégager des constantes » et « rappelle[r] que « ces obsédés du complot » ont eu un représentant à l’élection présidentielle française : Jacques Cheminade ».

### Après la diffusion
Après la diffusion, Les Obsédés du complot provoque d'autres réactions. 
Pascal Boniface cible les méthodes de Caroline Fourest, accusée notamment de ne pas assez réfléchir sur les véritables raisons qui poussent certains à développer des théories du complot : selon lui, « elles sont la contrepartie des multiples manipulations de l'information de la part des gouvernements, des services, des officines » [et] « c’est la connivence des élites qui suscite populisme et théories du complot ». Il remarque globalement que l'enquête de Fourest « n'apport[e] pas grand-chose de neuf », qu'elle oublie les conspirationnismes les plus graves et que l'analyse est trop simpliste : « s'il faut dénoncer les complotistes, il convient de ne pas faire d'amalgame avec tous ceux qui émettent un jugement critique sur ces politiques ». Boniface souligne aussi la faible audience et le mauvais résultat d'un sondage de France 5 portant sur la crédibilité du film. Enfin, il s'en prend de façon plus générale à la journaliste et à son travail tout en revenant sur les critiques qu'elle avait auparavant adressées envers lui : « Caroline Fourest dit vouloir protéger le vivre-ensemble alors qu'elle n’a pas cessé de stigmatiser les musulmans, criant au complot islamiste qui soumettrait la France et traitant de pro-islamistes ceux qui ne partageraient pas ses vues. Elle qui dénonce la théorie du complot fustigeait récemment les réseaux « indigéno-ramadano-bonifaciens » qui comploteraient contre elle ».
Le fondateur du site Conspiracy Watch, Rudy Reichstadt, qui a été interviewé dans Les Obsédés du complot et qui a également été critiqué par Pascal Boniface dans la même publication, fait remarquer que l'enquête de Caroline Fourest « a suscité, comme on pouvait s’y attendre, l'ire unanime de tout ce qu'Internet compte de conspirationnistes » mais considère « plus troublan[t] » le fait « que Pascal Boniface ait choisi de prêter le renfort de sa voix à toutes celles, marginales mais très bruyantes, qui alimentent et banalisent ce genre de propagande ». Reichstadt dénonce l'« ineptie » des accusations du géopolitologue concernant les supposées obsessions de la journaliste pour l'islamisme. De même, il s'indigne que Boniface accuse implicitement Fourest et lui-même de « roule[r] secrètement pour « l’alliance américano-israélienne » », parlant de « procès d'intention » et notant que Boniface « est capable de se forger une opinion sur un site qui existe depuis cinq ans et compte près d’un millier de publications en « un rapide coup d’œil » – comme il l’écrit lui-même ». 
D'autre part, le site Oumma.com accuse Caroline Fourest de « bidonnage », affirmant que les paroles d'un intervenant à la 20e minute du documentaire ont été altérées par le moyen de sous-titres tronquant ses propos. Caroline Fourest a porté plainte pour diffamation contre l'auteur de l'article, le journaliste indépendant Hicham Hamza. Le 31 mai 2016, Hicham Hamza est condamné en diffamation par la 17e chambre correctionnelle.